# Szaitó Muszasibó Benkei
Szaitó Muszasibó Benkei (西塔武蔵坊弁慶, Hepburn átírásban Saitō Musashibō Benkei) (1155–1189) Minamoto no Josicune harcos szerzetese (szóhei) volt. Általában rendkívül erős és hűséges emberként írják le, a japán folklór egy kedvelt alakja. Életét kabuki- és nódarabok is feldolgozták, sokhelyütt torzítva a történeten, ezért nem tudni, mi igaz belőle és mi nem. 

## Gyermekkora
Benkei életét és születését a mai napig homály fedi. Anyja egy neves kovács lánya volt, apja kiléte bizonytalan. Egyesek szerint egy templomi pap ejtette teherbe anyját, mások szerint egy szentély istenségének leszármazottja. Úgy tartják, anyja méhét 9 hónap helyett csak 18 hónap után hagyta el egy szörnyszülöttként, hosszú hajjal és hatalmas fogakkal jött világra. Így kapta az "Onikava" nevet, ami japánul annyit jelent, hogy "az ördög gyermeke". Nemcsak külseje, de természete is igencsak vadnak bizonyult, így nevelőszülei kolostorba küldték. Az ottani papok azonban hamar rájöttek, hogy Benkei természete fékezhetetlen, így fiatalkorában igen sok szentélyben és kolostorban megfordult. 17 éves korára óriásira nőtt, szinte emberfeletti erővel rendelkezett, így mikor elege lett abból, hogy a szerzetesek kézről kézre adják a kolostorok között, csatlakozott a Jamabusi-hoz és vándorló buddhista banditának állt. Ekkor vette fel a Szaitó Muszasibó Benkei nevet.

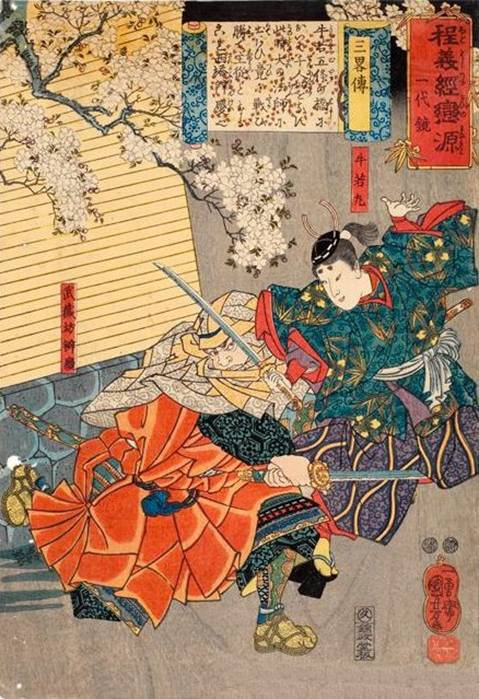
Utagava Kunijosi - Josicune és Benkei harca

## Minamoto no Josicune
Benkei büszke volt képességeire, vándorútjai során sokszor hívott ki más harcosokat párbajra, azzal a feltétellel, hogy a vesztesnek át kell adnia a kardját a győztes számára. Benkei egy csatát sem veszített el, így gyűjtött össze 999 kardot útjai során. Az ezredik csatáját keresvén jutott el Kiotóba, ahol a Kitanó-szentélybe igyekezve a papok arra figyelmeztették, hogy a Godzsó-híd lábánál egy lélek őrködik és nem enged át senkit sötétedés után. Benkei kapva kapott az alkalmon abban reménykedve, hogy megszerzi ezredik kardját, és útnak indult, hogy összecsapjon a lélekkel. Ott egy fuvolán játszó fiatal férfibe botlott. Élete során hasonló csatát nem vívott, hosszas küzdelem után ugyan alulmaradt, de a lélek megkímélte életét. Miután Minamoto no Josicune felfedte előtte kilétét, Benkei döbbenten vette tudomásul, hogy nem egy szellem, hanem egy tízéves gyermek győzedelmeskedett felette. Az ifjú lenyűgöző hatalma mély benyomással volt rá, letérdelt előtte és élete végéig tartó szolgálatot ígért fel. Josicune kardforgatásáról úgy tartja a legenda, hogy a Tenguktól tanult, akik félig ember félig madár mitikus lények.
Ennek a történetnek van egy másik, népszerűbb változata, miszerint Benkei saját maga járta a Godzsó-híd környékét, párbajra hívva minden arra járót aki át akart rajta kelni. Így szerzett magának 999 kardot és kereste azt az ellenfelet, akitől elnyerheti az ezrediket.

## Hűség
A legendás harc után kettejük között Josicunéval, örök hűséget fogadott neki mint bajtársa és védelmezője. Ez jelentős változást hozott életében is, hiszen addig magányosan járta a világot, utána pedig urával számos kalandban és csatában vett részt. Mivel a Genpei-háborúk alatt a Minamoto család győzedelmeskedett, Josicune hadvezéri pozícióba emelkedett. Leghíresebb csatájuk a Dannóra tengeri csata, amivel döntő győzelmet aratott a Taira-klán felett. 

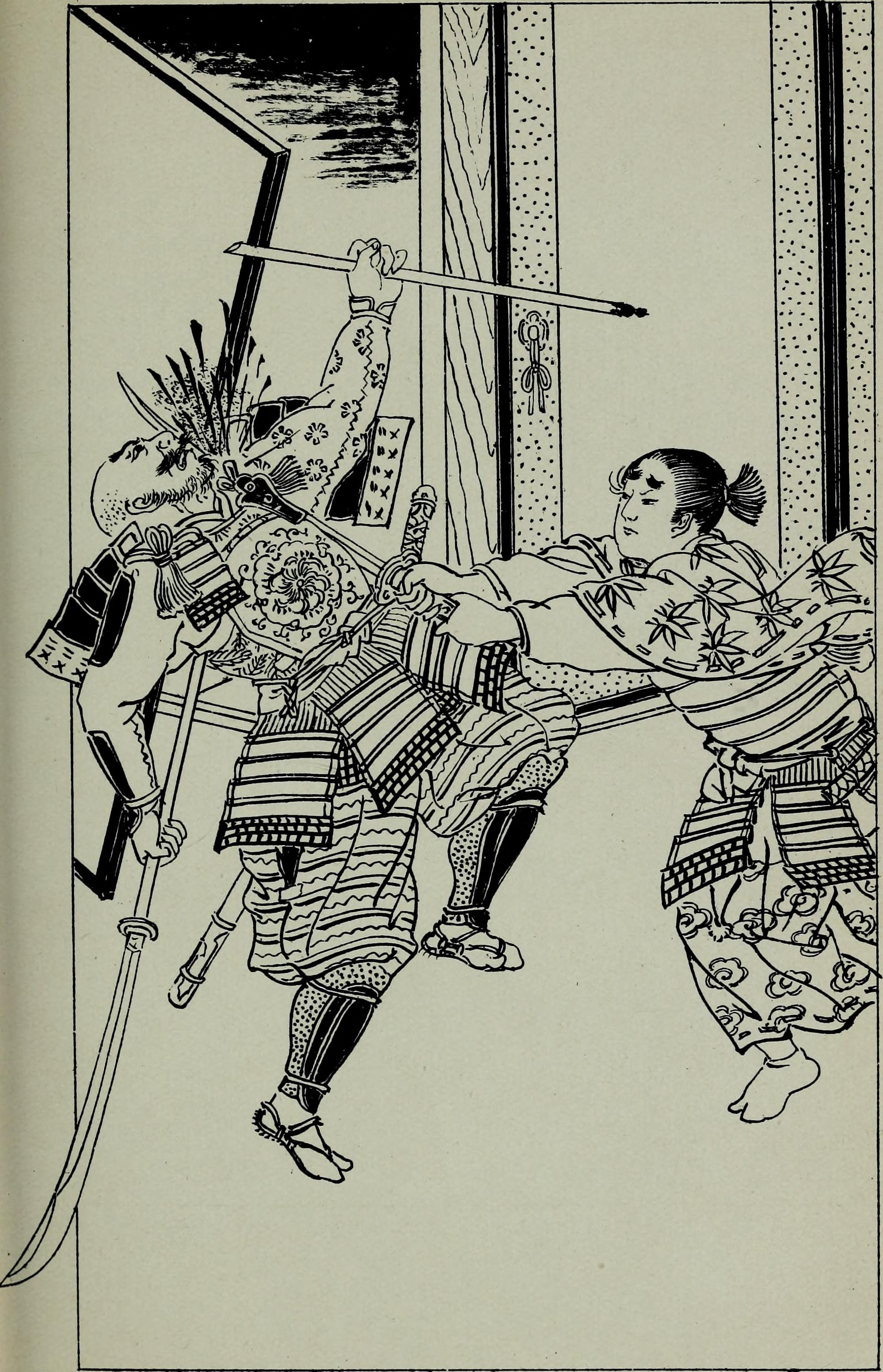
Benkei, amint saját testével védi gazdáját a háta mögötti helyiségben

## Végzet
Győzelmük után, karrierje csúcsán Josicune bátyja, Joritomo elárulta testvérét. Két éven keresztül bujkálniuk kellett előle miután megpróbálta megöletni. Benkei nemcsak erejéről, de eszéről is híres volt. Számos csatában nem csak puszta ereje, hanem éles esze is kimentette őket a bajból. Azonban nem menekülhettek örökké sorsuk elől, ugyanis Takadacsi váránál ők ketten, valamint Josicune pár megmaradt katonája csapdába estek testvére katonái által. Josicune először családjával végzett, hogy ne kerüljenek az ellenség kezére, majd harakirit követett el. Benkei a végsőkig védte a helységet, ahol Josicune tartózkodott. A legenda úgy tartja, hogy hatalmas testéből számos nyílvessző állt ki, de ő még akkor is rendíthetetlenül kitartott, élettelen testét senki se merte megközelíteni, így senki nem juthatott be a hadvezérhez.